# Викинский, Иван Михайлович
Иван Михайлович Викинский (1790—до 1862) — генерал-лейтенант (с 1843).
Участник Отечественной войны 1812 года, заграничных походов русской армии 1813—1815 гг., русско-персидской 1826—1828 гг. и русско-турецкой 1828—1829 гг. войн.

## Биография
С 1811 года — на службе в Таврическом гренадерском полку; с 1821 года — в Лейб-гвардии гренадерском полку.
С 1826 года — подполковник Великолуцкого пехотного полка.
С 1831 года — состоял для особых поручений при главнокомандующем действующей армией генерале И. Ф. Паскевиче.
С декабря 1831 года — генерал-майор, исправляющий должность дежурного генерала действующей армии. В октябре 1843 года был произведён в генерал-лейтенанты.
В 1846—1854 годах был главным директором Правительственной комиссии внутренних и духовных дел Царства Польского.
Был тяжело ранен во время обороны Севастополя и в 1856 году был уволен от службы по болезни.
В 1870—1871 годах на средства генерал-лейтенанта был построен храм Николая Чудотворца в селе Недоходово Калужской губернии (близ родового имения Степановых Павлищев Бор). В деревне Курбатово Викинскому принадлежала усадьба.

### Семья
- Брат — Александр Михайлович,
- Супруга — Любовь Викторовна, урождённая Степанова, родная сестра Платона Викторовича Степанова. В 1874 году она пожертвовала 800 рублей на оштукатуривание храма, в 1880 году на её средства был установлен колокол весом 102 пуда 4 фунта.
- Дети: один сын погиб на русско-японской войне в 1904 году при обороне Порт-Артура, двое других погибли на германском фронте в 1914 году.

## Награды
- орден Св. Анны 4-й ст. (03.06.1813)[6]
- орден Св. Владимира 4-й ст. с бантом (19.10.1813)[7]
- Орденом Св. Георгия IV класса (№ 4916; 03.12.1834; за выслугу)
- орден Св. Владимира 2-й ст. (09.09.1840)[8]
- орден Св. Александра Невского (22.08.1849); алмазные знаки к ордену — 30.06.1852